# Lijst van burgemeesters van Ameide
Dit is een lijst van burgemeesters van de voormalige Nederlandse gemeente Ameide tot deze in 1986 opging in de nieuwe gemeente Zederik.
| Ambtsperiode                         | Naam burgemeester                           | Partij of stroming | Bijzonderheden |
| ------------------------------------ | ------------------------------------------- | ------------------ | --- |
| 1626                                 | Peter Seesgen                               |                    | Leefde tot ca. 1630/1631 |
| ???? - ????                          | ?                                           |                    | |
| 1676 - 167?                          | Henrick de Bruijn                           |                    | Leefde 1652-1679 |
| ???? - ????                          | Nicolaas Perk                               |                    | Leefde 1731-1804 |
| rond 1810 - 1832?                    | Warnardus Verhagen                          |                    | Schout/burgemeester en secretaris; is ook schout en/of burgemeester van Tienhoven en Jaarsveld geweest.                                          |
| 1833 - 25 september 1846             | Hendrik van der Poel                        |                    | tevens burgemeester van Tienhoven |
| 25 september 1846 - 10 februari 1854 | Mr. J.D. van der Poel                       |                    | tevens burgemeester van Tienhoven; leefde 1811-1898.                                                                                             |
| 10 februari 1854 - 1856              | C. Diemont                                  |                    | tevens burgemeester van Tienhoven. Voorheen gemeentesecretaris van Ameide en Tienhoven.                                                          |
| 1856 - 1857                          | M.A. Sloot                                  |                    | tevens burgemeester van Tienhoven, later burgemeester van Hagestein en Everdingen                                                                |
| 1857 - 1861                          | G.A. Muller                                 |                    | tevens burgemeester van Tienhoven, later burgemeester van Hekendorp, Lange Ruige Weide en Papekop                                                |
| 1861 - 1868                          | F.E. Vaarzon Morel                          |                    | tevens burgemeester van Tienhoven, later burgemeester van 's-Gravendeel                                                                          |
| 1868 - 1900                          | Adrianus Paulus Huibertus Antonie de Kleijn |                    | tevens burgemeester van Tienhoven |
| 1900 - 1924                          | Henry van Eeten                             |                    | tevens burgemeester van Tienhoven |
| 1924 - 1957                          | C.W. Luijendijk                             | ARP                | tevens burgemeester van Tienhoven |
| 1933 - 1934                          | Simon Hoogenboom                            | ARP                | waarnemend tijdens het ziekteverlof van burgemeester Luijendijk; tevens waarnemend burgemeester van Tienhoven - (tevens burgemeester van Vianen) |
| 1957 - 1966                          | Jan Cornelis de Ridder                      | ARP                | tevens burgemeester van Tienhoven, later burgemeester van Hendrik-Ido-Ambacht                                                                    |
| 1966 - 1977                          | Dirk (D.) Wessels                           | ARP                | tevens burgemeester van Tienhoven |
| 1978 - 1986                          | Cees Bakker                                 | CDA                | tevens burgemeester van Tienhoven |